# De Nacht van Vlaanderen
De Nacht van Vlaanderen is een internationaal atletiekevenement dat vanaf 1980 jaarlijks te Torhout, België wordt georganiseerd op de derde zaterdag van de maand juni.
De 100 kilometer ultraloop was een officiële IAU European 100Km Challenge volgens de IAAF-normen. In 2006 verschenen circa 5000 deelnemers aan de start. De Belg Jean-Paul Praet won deze wedstrijd acht keer (1986 en 1988 tot 1994).
Vanwege financiële en organisatorische problemen werd in 2013 door de toenmalige racedirector André Migneau besloten om de 100 kilometer ultraloop te verhuizen naar Maasmechelen en onder te brengen in het nieuwe evenement Ultraweekend Maasmechelen. De wandelwedstrijden op de 42 km en 100 km bleven wel behouden in Torhout en het evenement ging sindsdien door het leven als De Nacht van West-Vlaanderen.
Sinds 2019 is de naam weer aangepast naar De Nacht van Vlaanderen nadat de Vlaamse overheid de ondersteuning heeft overgenomen.
In 2020 en 2021 werd de wedstrijd afgelast door de coronacrisis. In 2021 ging er geen traditionele Nacht door maar was er voor het eerst in jaren wel weer een ultraloop van respectievelijk 50 en 100 kilometer. De 100 kilometer gold als officieel Vlaams en Belgisch Kampioenschap.
Als wandelevenement is de organisatie aangesloten bij Wandelsport Vlaanderen. Het wandelevenement maakt ook deel uit van Klaver 4 samen met drie andere wandelevenementen.
Aan de aankomst zijn er de hele avond en nacht optredens van Vlaamse topartiesten.

## Competities
In 2022 waren er volgende competities:
| Lopen                 | Wandelen |
| --------------------- | -------- |
| 42 km marathon        | 100 km   |
| 21 km halve marathon  | 42 km    |
| 10 km massaloop       | 21 km    |
| 5 km recreatieve loop | 10 km    |

## Uitslagen Ultraloop 100 km
| Jaar         | Snelste man            | Land        | Tijd       | Snelste vrouw      | Land             | Tijd        |
| ------------ | ---------------------- | ----------- | ---------- | ------------------ | ---------------- | ----------- |
| 21 juni 2013 | Aleksandr Holovnitskiy | Oekraïne    | 6:58.26    | Irina Antropova    | Rusland          | 7:44:05     |
| 22 juni 2012 | Aleksandr Holovnitskiy | Oekraïne    | 6:48.21    | Marija Vrajic      | Kroatië          | 9:00.49     |
| 17 juni 2011 | Yevgeniy Gliva         | Oekraïne    | 6:53.01    | Marija Vrajic      | Kroatië          | 7:37.40     |
| 18 juni 2010 | Jaroslaw Janicki       | Polen       | 7:10.15    | Connie Braekman    | België           | 8:59.22     |
| 19 juni 2009 | Yasukazu Miyazato      | JPN         | 6:40.43    | Kami Semick        | USA              | 7:37.23     |
| 20 juni 2008 | Pieter Vermeesch       | België      | 6:55.22    | Helena Crossan     | IRL              | 7:53.41     |
| 22 juni 2007 | Marc Papanikitas       | België      | 7:17.58    | Barbara Mallmann   | Duitsland        | 8:54.16     |
| 16 juni 2006 | Jose Maria González    | Spanje      | 6:23.44    | Birgit Schönherr   | Duitsland        | 7:58.44     |
| 17 juni 2005 | Valmir Nunes           | Brazilië    | 7:15.17    | Inez Jacquemart    | België           | 9:20.37     |
| 18 juni 2004 | Aleksandr Holovnitskiy | Oekraïne    | 6:38.04    | Nadezhda Karasova  | Rusland          | 7:51.58     |
| 20 juni 2003 | Igor Tyazhkorob        | Rusland     | 6:36.32    | Edit Berces        | Hongarije        | 8:02.06     |
| 21 juni 2002 | Mario Fattore          | Italië      | 6:34.23    | Tatjana Zjyrkova   | Rusland          | 7:37.06     |
| 22 juni 2001 | Gino de Leu            | België      | 6:43.53    | Elena Bikulova     | Rusland          | 8:08.59     |
| 16 juni 2000 | Farid Ganiev           | Rusland     | 6:33.19    | Edit Berces        | Hongarije        | 7:52.16     |
| 18 juni 1999 | Dmitriy Radyuchenko    | Rusland     | 6:36.41    | Elena Bikulova     | Rusland          | 7:56.02     |
| 19 juni 1998 | Gregoriy Murzin        | Rusland     | 6:23.29    | Svetlana Savoskina | Rusland          | 7:45.43     |
| 20 juni 1997 | Jan Vandendriessche    | België      | 6:48.11    | Svetlana Savoskina | Rusland          | 8:05.20     |
| 21 juni 1996 | Andrzej Magier         | Polen       | 6:24.11    | Marta Vass         | Hongarije        | 8:16.51     |
| 16 juni 1995 | Konstantin Santalov    | Rusland     | 6:28.52    | Maria Bak          | Duitsland        | 8:00.29     |
| 17 juni 1994 | Jean-Paul Praet        | België      | 6:29.42    | Alzira Lario       | Portugal         | 7:34.37     |
| 18 juni 1993 | Jean-Paul Praet        | België      | 6:28.12    | Marta Vass         | Hongarije        | 7:40.55     |
| 19 juni 1992 | Jean-Paul Praet        | België      | 6:24.46    | Marta Vass         | Hongarije        | 7:37.05     |
| 21 juni 1991 | Jean-Paul Praet        | België      | 6:33.51    | Eleanor Robinson   | Engeland         | 8:12.41     |
| 23 juni 1990 | Jean-Paul Praet        | België      | 6:35.36    | Marta Vass         | Hongarije        | 7:41.42     |
| 24 juni 1989 | Jean-Paul Praet        | België      | 6:15.30    | Marta Vass         | Hongarije        | 8:11.49     |
| 17 juni 1988 | Jean-Paul Praet        | België      | 6:26.46 *1 | Katherine Janicke  | Duitsland        | 8:06.35 *1  |
| 20 juni 1987 | Domingo Catalan        | Spanje      | 6:19.35 *1 | Agnes Eberle       | Zwitserland      | 8:01.33 *1  |
| 21 juni 1986 | Jean-Paul Praet        | België      | 6:03.51 *1 | Sandra Kiddy       | Verenigde Staten | 8:01.16 *1  |
| 21 juni 1985 | Yiannis Kouros         | Griekenland | 6:26.06 *1 | Angela Mertens     | België           | 8:23 *1     |
| 22 juni 1984 | Roger Luykx            | België      | 6:43.34 *1 | Angela Mertens     | België           | 8:36 *1     |
| 19 juni 1983 | Gilbert Gevaert        | België      | 7:02.12 *1 | Monica Schmidt     | Duitsland        | Onbekend *1 |
| 20 juni 1982 | Lucien Van Lancker     | België      | 7:11 *1    | Rita Dezeure       | België           | 14:15 *1    |
| 1981         | Dieter Dippel          | Duitsland   | 8:16 *1    | Geen vrouw         |                  |             |
| 20 juni 1980 | Dieter Dippel          | Duitsland   | 8:45 *1    | Geen vrouw         |                  |             |

- 1 = Het parcours voor 1989 wordt als te kort beschouwd.

### Parcoursrecords
- Mannen - 24 juni 1989 - 6:15.30 - Jean-Paul Praet -  België
- Vrouwen - 17 juni 1994 -  7:34.37 - Alzira Lario -  Portugal